# نال

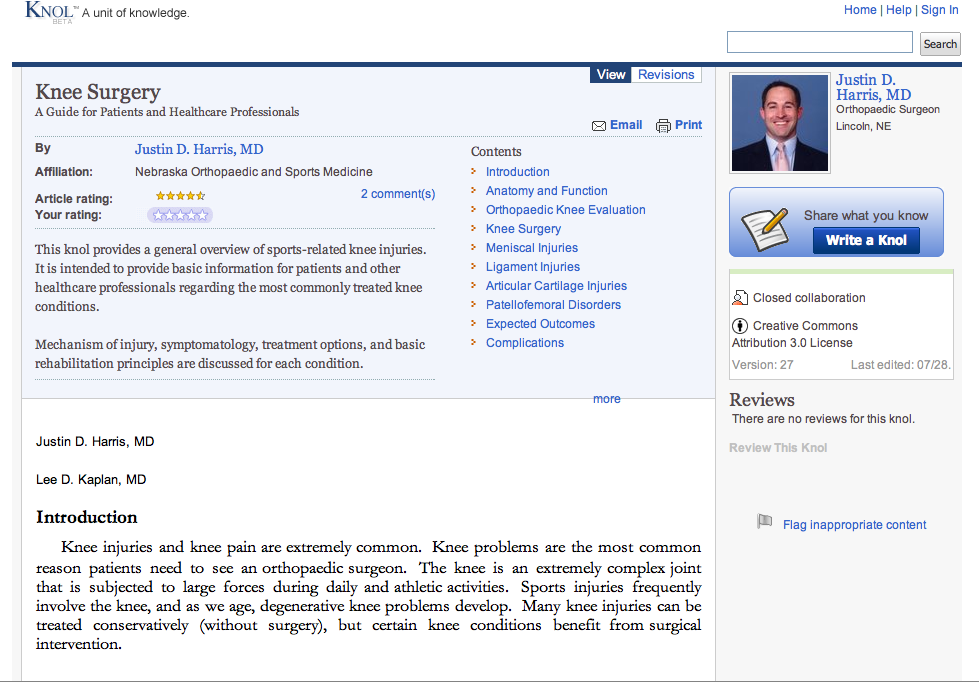
صفحه جراحی زانو در نال

نال (به انگلیسی: Knol) در ۱۳ دسامبر ۲۰۰۷ توسط شرکت گوگل معرفی و در ۲۳ جولای ۲۰۰۸ رسماً پرده برداری شد. نال برگرفته از واژهٔ انگلیسی «knowledge» به معنای «دانش» و «آگاهی» است. گوگل نال را به عنوان یک واحد دانش تعریف می‌کند و این لغت را هم در مورد این پروژه و هم در مورد هرکدام از مقالات تشکیل دهندهٔ این پروژه به کار می‌برد. تفاوت knol با سایر دانش‌نامهها در این است که نویسندگان مقالات بایستی با نام واقعی خود، مقاله نوشته شده را امضا کرده، عواقب آن را بر عهده بگیرند. از سوی دیگر، سایر کاربران و نویسندگان نیز با کسب اجازه از نویسندگان مقاله، می‌توانند در ویرایش یا تکمیل مقاله همکاری کنند.
در تاریخ نوامبر ۲۰۱۱ گوگل اعلام کرد که این پروژه به اتمام رسیده‌است و وبگاه آن در آوریل ۲۰۱۲ بسته شد و اطلاعاتش تا اکتبر ۲۰۱۲ نگهداری می‌شود و بعد از آن حذف می‌گردند.

## هدف نال
نال تنها یک هدف دارد، اینکه به شما کمک کند تا دانش‌تان را با بقیه به اشتراک بگذارید. پروژهٔ نال میزبان اطلاعات وسیعی در زمینه‌های مختلف خواهد بود. نویسندگان نال‌ها می‌توانند از طریق این پروژه دانش‌شان را به اشتراک بگذارند و حتی بر روی آن قیمت بگذارند و آن را بفروشند. خوانندگان نیز می‌توانند از دانش‌های به اشتراک گذاشته شده‌استفاده کنند و نظرات‌شان را دربارهٔ آن مطرح نمایند.

## ویژگیهای نال
- به‌کارگیری آسان: تنها چیزی که برای نوشتن واحدی از دانش نیاز است، یک حساب کاربری و یک نام است.
- کنترل: شما میزان همکاری با اجتماع را مشخص می‌نمائید. نال شما، صدای شماست.
- ارتباط: شما می‌توانید با نویسندگان دیگری که در منطقه شما هستند، ارتباط برقرار کنید و بدین ترتیب بر دامنه دانش تان بیافزائید.
- دیده شدن: مطالب پر محتوا و خوب در موتورهای جستجو به نمایش در می‌آیند.
- رشد: به اشتراک گذاشتن دانش با دیگران پاداشی است برای همه، که در نهایت موجب رشد بشریت می‌شود.

## پایان کار
در تاریخ نوامبر ۲۰۱۱ گوگل اعلام کرد که این پروژه به اتمام رسیده‌است و وبگاه آن در آوریل ۲۰۱۲ بسته شد و اطلاعاتش تا اکتبر ۲۰۱۲ نگهداری می‌شود و بعد از آن حذف می‌گردند.